# Alberto Frigo
Alberto Frigo (Roana, 24 ottobre 1940) è un aviatore ed ex bobbista italiano.

## Biografia

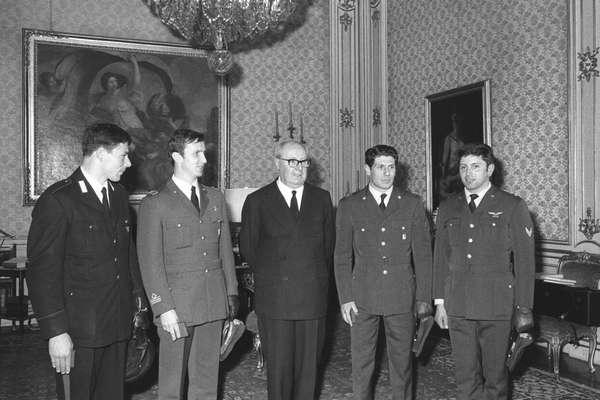
Il Presidente della Repubblica Giuseppe Saragat riceve in udienza al Quirinale il Capitano Alberto Frigo, i sergenti Antonio Brancaccio e Luciano De Paolis e il carabiniere Gino Basuino, vincitori dei Campionati europei di bob 1969.

Arruolatosi nell'Aeronautica Militare, fu assegnato al 53º Stormo caccia presso l'aeroporto di Cameri, di cui assunse il comando dal 23 giugno 1981 all'8 settembre 1982.
Congedato con il grado di Generale di squadra aerea, è presidente della sezione di Vicenza dell'Associazione Arma Aeronautica.

## Carriera sportiva
Fece parte della squadra del Centro Bob Forze Armate a Cervinia.
Partecipò con la Nazionale di bob dell'Italia ai Campionati europei di bob 1969 di Cervinia, dove vinse la medaglia d'oro nel bob a quattro con Gino Basuino, Antonio Brancaccio e Luciano De Paolis.
Vinse sette medaglie ai Campionati italiani di bob: tre bronzi nel bob a due nel 1971, 1972 e 1974; nel bob a quattro fu oro nel 1972, argento nel 1971 e bronzo nel 1970 e 1980.
Nel 1972 guidò un bob su cui salirono Renato Pozzetto e Cochi Ponzoni.